# Jiraishin
Jiraishin (地雷震) est le premier manga de Tsutomu Takahashi, publié de 1993 à 2000. Il est prépublié au Japon dans le magazine Monthly Afternoon de Kōdansha, et édité en 19 volumes reliés (tankōbon). Réédité en 2003 (format poche) et en 2010 (nouvelle édition) en 10 volumes, il est suivi de la série Jiraishin Diablo (地雷震 -Diablo-), publiée dans le même magazine entre 2008 et 2011 et éditée en 3 volumes. Ces deux titres sont inédits en France.
Takahashi fut à l'époque assisté par Tsutomu Nihei, plus tard auteur des mangas Blame! ou NOiSE.

## Résumé
Le personnage principal de ce manga est Ida Kyôya, un détective au cœur aussi froid que la glace, ne faisant preuve que de très peu d'émotions hormis ce petit côté insolent que dénote le sourire qu'il arbore de temps en temps face à des criminels de mauvais poil. Il n'aime pas non plus que quelqu'un vienne marcher sur ses plates-bandes, son enquête est généralement la sienne, son assistant ayant un rôle secondaire. Mais l'arrivée d'un personnage féminin en la personne de Aizawa Eriko, son deuxième assistant après la mort du premier, donne une place plus importante dans le manga à ce rôle subalterne.
Malgré le fait qu'il soit l'un des meilleurs enquêteurs de sa division il n'est pas toujours très bien vu par ses supérieurs à cause de son caractère. Pour l'enfoncer encore plus dans ce fameux stéréotype du flic au cœur de glace, notre fameux personnage principal est un loup solitaire : famille, amis et femme sont inconnus au bataillon. Son travail passe avant la vie sentimentale, ce qui est certainement la raison expliquant son mental inébranlable quelle que soit la situation à laquelle il est confronté. Il affirme à plusieurs reprises que son travail est sa vie, le comparant à l'action de respirer. Il ne peut pas s'en passer tout en ne l'appréciant pas - personne ne se demande s’il aime respirer. L'absence de famille est une volonté de Ida qui ne désire pas laisser quelqu'un derrière lui s’il lui arrivait quelque chose. Son seul lien social réside en la personne de Yamaki (puis Eriko), son unique partenaire détective, seule personne envers qui il semble éprouver de la sympathie, Narita, son chef ainsi que Nakahara, un médecin.
Ainsi, Kyôya est amené à enquêter sur différentes affaires se déroulant tantôt au Japon, tantôt à l'étranger comme en Allemagne (Hambourg) et en Chine (Shanghai), ceci s'accompagnant de l'utilisation des langues respectives dans quelques répliques pour accentuer un peu plus le dépaysement. Les affaires sur lesquelles il enquête sont très souvent des meurtres et l'issue de chaque enquête semble assez prévisible. Mais ce qui est intéressant est le cheminement de l'action avec ses quelques rebondissements ainsi que les relations entre les personnages. Iida ne respecte aucune loi, si ce n'est la sienne, il est ainsi prêt à tout pour arriver à ses fins, ce qui le place souvent dans des situations d'illégalité.
Un des effets dominants de ce manga est une certaine volonté de la part de Ida de se tester vis-à-vis de la mort, et cela à de nombreuses reprises. Ainsi, plusieurs fois il donnera son arme à son « ennemi » tout en lui demandant de le tuer. D'autres fois, encore, il donnera également son arme à un tiers personnage dans le but de lui faire éprouver ce qu'est réellement la mort, et ce qu'elle représente pour tout un chacun. Ayant trop vu et vécu la mort, elle est pour lui comme un compagnon qui l'accompagne partout où il va, il l'assimilera même à son ombre.